# DJ Mad Dog
Talijanski hardcore techno glazbenik i DJ, jedan od uspješnijih DJ-a u cijeloj hardcore sceni te član poznate producentske kuće Traxtorm Records.

## Djelovanje
Filippo je počeo djelovati kao DJ jednostavno iz šale. Poslije tri godine teškog rada s tehnikom, 1995. upoznao se s dvojicom prijatelja: Vincenzo Leli, Emanuele Sciroli (MC-jem i DJ-em). Zajedno su osnovali skupinu Hardcore Terrorists.
S tom skupinom, Filippo je imao mnogo uspjeha, pogotovo u Rimu gdje je i živio. "Hardcore Terrorists" su debitirali na prvom nastupu uživo velikom rimskom klubu QUBE. Poslije te noći, izvedbe ove skupine nizale su se jedna za drugom i njihov uspjeh je bio neizbježan.
"Hardcore Terrorists" su 1997. odlučili organizirati hardcore zabave u Rimu s ciljem unaprijeđivanja te scene. Stvorili su savez s ostalim DJ-ima i zajedno s Impulse Factoryjem, Three Village-om i DJ Geppom su osnovali pokret "Gabbers Roma". Makar je hardcore pokret rastao prijekomjerno, organizacija "Gabbers Roma" je raspuštena. No, prije toga, "Hardcore Terrorists" su objavili u suradnji s Impulse Factoryjem i Three Village-om izdanje Try To Make It Harder E.P. u producentskoj kući Traxtorm Records.
1998. "Hardcore Terrorists" su nastavili organizirati hardcore zabave u Rimu. Prekretnica je stigla s Pronto Soccorso Rave-om. To je bila najveća rave zabava koju je Rim ikada vidio (bilo je nazočno 3500 "gabbera" koji su plesali na zvukove hardcorea). Zahvaljujući ovome, dobili su radio program koji je pomogao u sjedinjenju njihove slave u Rimu. Poslije Pronto Soccorsoa, također su organizirali Odissea 2001, drugu rave zabavu koja je održana u uglednijem mjestu u Rimu: La Fiera di Roma. U međuvremenu, Filippo producira neke hardcore singlove s čime je dospio u albume Traxtorm Power 2000 i Always Hardcore Vol. 7.
U ljetu 2000. godine, Filippo je u potpunosti odlučio sam producirati hardcore singlove. Zato što je radio kao organizator i kao voditelj radio emisije, Filippo nije imao vremena producirati sa svojim prijateljima time te je odlučio napustiti skupinu "Hardcore Terrorists", da bi zatim samostalno djelovao kao DJ Mad Dog.
Filippo je producirao mnoga izdanja te zahvaljujući tim produkcijama, svirao je u mnogim gradovima kao što su: Caracas, Rotterdam, Tokyo, Osaka, New York, Quebec City, Madrid, Bochum, Barcelona, Zürich, Beč, Valencia, Heindhoven, Moskva i sudjelovao je kao gost u mnogim talijanskim klubovima. Umjetnička djelatnost DJ Mad Doga će nam donijeti druga iznenađenja.

## Diskografija
Objavljeno pod Pro-Pain
| Godina | Singl             | Format |
| ------ | ----------------- | ------ |
| 2005   | "I Can See Satan" | MP3    |

Objavljeno pod Pastamatik
| Godina | Album, singl                               | Format                 |
| ------ | ------------------------------------------ | ---------------------- |
| 2004.  | Everchangin' Cycles                        | 12 inčna vinilna ploča |
| 2004.  | "Sex, Bass & Hardstyle (Pastamatik Remix)" | MP3                    |

Objavljeno pod Hardcore Terrorists
| Godina | Album, singl          | Format                 |
| ------ | --------------------- | ---------------------- |
| 1998.  | "Stereo Benefits"     | MP3                    |
| 1999.  | Try To Make It Harder | 12 inčna vinilna ploča |
| 2000.  | "To The Beat"         | MP3                    |
| 2000.  | "Better And Faster"   | MP3                    |
| 2000.  | "You Fucker Die"      | MP3                    |
| 2001.  | "Turn Around Quick"   | MP3                    |
| 2005.  | "Total N'Core"        | MP3                    |
| 2005.  | "Rejected"            | MP3                    |

Objavljeno pod DJ Mad Dog
| Godina | Album                                          | Format                 |
| ------ | ---------------------------------------------- | ---------------------- |
| 2001.  | Dog For Life                                   | 12 inčna vinilna ploča |
| 2001.  | The Memory Disappears                          | 12 inčna vinilna ploča |
| 2002.  | Clockwork                                      | 10 inčna vinilna ploča |
| 2002.  | History                                        | 12 inčna vinilna ploča |
| 2003.  | Boom And Shake Up                              | 12 inčna vinilna ploča |
| 2004.  | I Love Hardcore                                | 12 inčna vinilna ploča |
| 2005.  | Our Thing E.P. Part 2                          | 12 inčna vinilna ploča |
| 2005.  | Tales Of Jelaousy                              | 12 inčna vinilna ploča |
| 2006.  | Dangerous                                      | 12 inčna vinilna ploča |
| 2006.  | Disorder                                       | 12 inčna vinilna ploča |
| 2006.  | Enter The Time Machine                         | 12 inčna vinilna ploča |
| 2007.  | Fire                                           | 12 inčna vinilna ploča |
| 2008.  | Let's Get It On                                | 12 inčna vinilna ploča |
| 2008.  | Nasty                                          | 12 inčna vinilna ploča |
| 2008.  | Payback Time (The Official Thunderdome Anthem) | 10 inčna vinilna ploča |
| 2010.  | Here Comes The Madness                         | 12 inčna vinilna ploča |

## Vanjske poveznice
- DJ Mad Dog - službene stranice
- DJ Mad Dog na MySpaceu
- DJ Mad Dog na Facebooku
- Diskografija